# Генрік Віснапуу
Генрік Віснапуу (ест. Henrik Visnapuu; нар. 2 січня 1890, Гелме, Російська імперія — 3 квітня 1951, Лонг-Айленд, Нью-Йорк) — естонський поет і драматург.

## Біографія
За професією — вчитель. Закінчив повітову школу в Тарту, у 1907 році здав при гімназії в Нарві екзамен на посаду викладача початкових класів, після чого працював у школах.
У 1912 році переїхав до Тарту, де викладав у жіночій гімназії естонську мову і літературу. У той же час відвідував лекції з філософії в Тартуському університеті. У 1916 році поступив до Тартуського університету, у 1922—1923 роках навчався в Берліні.
У період з 1917 по 1935 рік працював журналістом. У 1935—1944 роки (в тому числі під час німецької окупації Естонії) — працівник відділу культури державного управління інформації. Досить можливо був автором некролога Сєверянина, що помер в Таллінні в грудні 1941 року
Відгукнувшись на бомбардування Таллінна радянською авіацією, написав вірш «Uus Herodes» («Сучасний Ірод»). .
У зв'язку з наступом Червоної Армії у 1944 році виїхав до Німеччини; у 1949 році переїхав у США.

## Творчість
Перші вірші Г. Віснапуу відносяться до 1908 року. Спільно з поетесою Марією Ундер, письменниками Фрідебертом Туґласом, Йоганнесом Барбарусом, Августом Ґаілітом та іншими літераторами входив у засновану в 1917 році групу Сіуру, сформувався як талановитий поет-символіст. У період 20-х — 30-х років XX століття став одним з найбільших естонських поетів свого часу. Поезія Г. Віснапуу несе в собі елементи футуристичного і експресіоністського художніх впливів.

## Видання
- Поети Естонії. Ленинград: Советский писатель, 1971 (Библиотека поэта. Малая серия).